# Савельєв Юрій Васильович
Савельєв Юрій Васильович (нар. 6 вересня 1949, Черняховськ) — професор, доктор хімічних наук, завідувач відділу хімії гетероланцюгових полімерів Інституту хімії високомолекулярних сполук НАН України, заслужений діяч науки і техніки України (2013).

## Біографія
Юрій Васильович Савельєв народився 6 вересня 1949 року в м. Черняховську  (Росія). Середню освіту здобув в м. Черкаси у 1966 р.  вступив на хімічний факультет Ленінградського технологічного інституту ім. Ленсовету (нині Санкт-Петербурзький державний технологічний інститут, який закінчив у 1971 році. З 1971 до 1982 р.р. Ю.В.Савельєв працював на хімічних підприємствах України, зокрема на Рубіжанському хімічному комбінаті (м. Рубіжне Луганської області) на посадах майстра та начальника зміни (1971-1975 рр.) Упродовж 1975-1982 рр.	на інженерних посадах на дослідному виробництві Київської філії ДНДІХП. З 1982 р. працює в Інституті хімії високомолекулярних сполук НАН України. За цей час Ю.В. Савельєв обіймав посади старшого інженера (1982–1987рр.),  молодшого наукового співробітника (1987-1989рр.), наукового співробітника (1989–1991рр.), старшого наукового співробітника (1991–2001рр.) відділу хімії лінійних полімерів. З 2001 р. обіймає посаду завідувача відділу хімії лінійних полімерів, а з 2007 року – завідувача відділу хімії гетероланцюгових полімерів і взаємопроникних полімерних сіток. З 2002 до 2016 рр. Ю.В. Савельєв –  заступник директора інституту з наукової роботи, та 2014-2016 рр. - в.о. директора інституту. У 1988 р. Ю.В. Савельєв захистив дисертацію „Лінійні поліуретани з гідразидними фрагментами, що містять β-дикетонати перехідних металів” на здобуття наукового ступеня кандидата хімічних наук. Вчене звання старшого наукового співробітника йому було присвоєно в 1996 р. У 2000 р. Ю.В. Савельєв захистив дисертацію „Полімери на основі макрогетероциклічних сполук і похідних гідразину” та здобув науковий ступінь доктора хімічних наук.

## Науковий доробок
Внеском Ю.В. Савельєва в хімію високомолекулярних сполук є розробка наукових принципів створення нового покоління гідразинвмісних лінійних, розгалужених  і зшитих полімерів у органічних і водних середовищах та в блоці з комплексом властивостей конструкційних матеріалів для різних галузей сучасної техніки, сільського господарства, медицини, що здатні конкурувати з існуючими та є базою для створення новітніх технологій. Створено гідразинвмісні поліуретани, стійкі до деструктуючих чинників довкілля з підвищеними стійкістю: до високих температур, до опромінювання різної природи та до дії мікроорганізмів  із застосуванням розчинних комплексів перехідних металів. Результати цих досліджень знайшли використання в рамках Загальнодержавної Національної Космічної програми (1998–2007рр.). Ним розроблено науковий підхід до створення на основі несиметричного диметилгідразину та його похідних нових поліфункціональних поліуретанів як плівкових матеріалів, плівкотвірних водних дисперсій та пінополіуретанів. Проведено фундаментальні дослідження з синтезу похідних гідразину, що містять макрогетероциклічні фрагменти, та нового типу поліуретанів на їх основі. Під керівництвом Ю.В. Савельєва розроблено та розширено спектр застосування гідразинвмісних поліуретанів за рахунок створення на їх основі гібридних органо-органічних систем і композиційних матеріалів. Розроблено принципи та створені нові наноструктуровані гібридні поліуретан(акрилат,епоксидні) системи на основі неорганічних наночасток різної природи з підвищеними фізико-механічними, біологічними широкого спектра дії та бар'єрними властивостями.  Науково-практична діяльність Ю.В. Савельєва також спрямована на вирішення проблем сталого розвитку суспільства, зокрема створення полімерних матеріалів методами "зеленої хімії", а саме, нових полімерних матеріалів, що покликані знизити агресивні фактори довкілля щодо техніки, людини, тваринного та рослинного світу; екологічно-безпечних полімерних матеріалів, полімерів на основі поновлюваної сировини, що сприяє зниженню частки нафтохімічної сировини при їх виробництві та створенню матеріалів, що руйнуються в умовах довкілля по закінченню терміна їхнього використання; 
Ю.В. Савельєв є автором, науковим керівником і учасником близько 30 проектів за Національними та 7 міжнародними програмами, зокрема Національної Космічної Програми (1998-2008 рр.), Програми спільних досліджень на РС Міжнародної космічної станції (2002-2006 рр.), Цільової науково-технічної програми НАН України "Дослідження і розробки з проблем підвищення обороноздатності і безпеки держави" (2016-2019), УНТЦ, НАНУ-Тюбітак (туреччина), NATO science for Peace . 

## Нагороди та відзника
Нагороджений відзнакою НАН України "За професійні здобутки" (2009 р.), "Кращий винахідник НАН України" (2010 р.), "Заслужений діяч науки і техінки" (2013 р.)

## Вибрані наукові публікації
Ю.В. Савельєв — автор понад 495 наукових праць (Scopus), 1 монографії під коредагуванням, 4 розділів у монографіях міжнародних колективів, понад 90 авторських свідоцтв СРСР і патентів України на винаходи (список патентів України).
- Savelyev Yu.V. Polyurethane Thermoplastic Elastomers comprising Hydrazine Derivatives: Chemical Aspects. In “Handbook of Condensation Thermoplastic Elastomers, Wiley-VCH GmbH&Co. KgaA. – 2005. – Р.355-380

### Статті
- 1. Savelyev, Y. V., Akhranovich, E. R., Grekov, A. P., Privalko, E. G., Korskanov, V. V., Shtompel, V. I., Kanapitsas, A. Influence of chain extenders and chain end groups on properties of segmented polyurethanes. I. Phase morphology // Polymer, 1998, 39(15), 3425-3429.
- 2. Savelyev Yu.V. Georgoussis G.,Kanapitsas A. Pissis P., Veselov V.Ya. Privalko E.  Structure-property relationships in segmented polyurethanes with metal chelates in the main chain // European Polymer J. –2000. –36, №10. –Р.1113-1126.
- 3. Савельєв Ю.В., Галатенко Н.А., Руденко А.В., Савельева О.А. Нові пінополіуретани: біосумісність та біологічна активність // Доп. НАН України. –2001. –№ 12. – С.127-130.
- 4. Савельев Ю.В., Ахранович Е.Р., Храновский В.А., Веселов В.Я. Поведение полиуретанов с макрогетероциклическими фрагментами в процессах комплексообразования // Высокомолекуляр. соединения. –2003. –45, № 7. –С. 1078-1084.
- 5. Савельев Ю.В., Руденко А.В., Робота Л.П.,Коваль Э.З. Полимерные материалы, стойкие к биокоррозии: пути создания // Космічна наука та технологія. –2003. –9, №2. –С.24-27.
- 6. Travinskaya T., Savelyev Yu. polyurethane-alginate mixtures: thermo responsive and mechanical properties // European Polymer J. –2006. N.2. 42,  –P.388-394.
- 7. Privalko V.P., Khaenko E.S., Grekov A.P.,  Savelyev Yu.V./  Structure-property relationships for a series of crown-containing polyurethane-ureas // Polymer. –1994. –35, –N.8. –P. 1730-1738.
- 8. Савельев Ю.В., Веселов В.Я., Харитонова В.К., Штомпель В.И. Полиуретаны на основе несимметричного диметилгидразина: синтез, структура, свойства // Высокомолекуляр. Соединения.  –Сер.А. – 2006. –47, № 6.  –С. 911-925.
- 9.  Савельев Ю.В., Веселов В.Я., Робота Л.П., Савельева О.А.,Чумикова Г.Н. К проблеме переработки несимметричного диметилгидразина: синтез, структура, свойства // Журн. прикладной химии. –2006. –79, № 4.  –C. 674-680.
- 10. Travinskaya, Т. V., Brykova, A. N., Babkina, N. V., Mamunya, Y. P., Shtompel, V. I., Robota, L. P., & Savelyev, Y. V. Structural peculiarities, thermal and viscoelastic properties of ionomeric polyurethanes based on renewable raw materials // International Journal of Polymer Analysis and Characterization, 2021, 1-12.

### Патенти
- 1. Савельєв Ю.В. ; Марковська Л.А.; Савельєва О.О. СПОСІБ ОДЕРЖАННЯ ПІНОПОЛІУРЕТАНІВ, ЩО МАЮТЬ БІОСУМІСНІСТЬ ТА БАКТЕРИЦИДНІСТЬ Номер патенту: 81077 Опубліковано:26.11.2007, бюл. № 19
- 2. Савельєв Ю.В. ; Марковська Л.А.; Савельєва О.О., СПОСІБ ОДЕРЖАННЯ ПІНОПОЛІУРЕТАНІВ МЕДИЧНОГО ПРИЗНАЧЕННЯ Номер патенту: 91158 Опубліковано:25.06.2010, бюл. № 12
- 3. Гончар О.М., Руденко А.В, Мовчан Б.О., Горностай О.В., Савельєв Ю.В., Возіанов С.О.  Поліуретан з наночастинками срібла і міді Номер патенту: 111135 Опубліковано: 10.11.2016
- 4. Савельєв Ю.В., Марковська Л.А. Спосіб одержання пінополіуретанів, здатних до деградації Номер патенту: 106843

Опубліковано: 10.10.2014
- 5. Савельєва О.О., Марковська Л.А., Пархоменко Н.Й., Савельєв Ю.В.  Спосіб одержання поліуретанової композиції для захисного покриття Номер патенту: 90678 Опубліковано: 10.06.2014
- 6. Махно С.М.; Лісова О.М.; Гуня Г.М.; Горбик П.П.; Савельєв Ю.В. ; Марковська Л.А.; Пархоменко Н.Й. КОРОЗІЙНОСТІЙКЕ НАНОКОМПОЗИТНЕ РАДІОПОГЛИНАЮЧЕ ПОКРИТТЯ Номер патенту: 122747 Опубліковано: 28.12.2020, бюл. № 24
- 7. Савельєв Ю.В. ; Марковська Л.А.; Савельєва О.О., Ахранович О.Р.; Савельєва О.О. СПОСІБ ОДЕРЖАННЯ ЕПОКСИПОЛІУРЕТАНОВОЇ КОМПОЗИЦІЇ Номер патенту: 124035 Опубліковано: 07.07.2021, бюл. № 27